# Никола Малешевић
Никола Малешевић (Ужице, 25. август 1989) српски је кошаркаш. Игра на позицији крила, а тренутно наступа за Слободу из Ужица. 

## Биографија

### Клупска
Малешевић је поникао у млађим категоријама ужичке Слободе, а у сезони 2008/09. добио је прилику и у њиховом сениорском тиму. Од 2009. до 2013. студирао је у САД, и то на Универзитету Роуд Ајланда, на коме је кошарку играо за екипу Роуд Ајланд рамса. На НБА драфту 2013. није изабран.
По повратку у Србију био је на проби у Партизану, али је није прошао. Прве две утакмице сезоне 2013/14. одиграо је у дресу матичне Слободе, пре него што га је средином октобра ангажовао пољски Шлонск Вроцлав. У марту 2014. прешао је у Младост из Мркоњић Града, а од лета исте године играо је за ваљевски Металац.
Сезону 2022/23. започео је у Цибони, одакле је већ почетком новембра 2022. отишао у Работнички. У солунски Ираклис прешао је 21. новембра 2023. године. У матични клуб вратио се средином новембра 2024. године.

### Репрезентативна
Био је члан репрезентације Србије, са којом је 2013. године освојио сребро на Медитеранским играма, као и бронзу на Универзијади.

## Успеси

### Репрезентативни
- Универзијада:  2013.
- Медитеранске игре:  2013.